# 不送氣齒搭嘴音
不送氣齒搭嘴音（Tenuis dental click）是一種輔音，主要出現於南非的一些口語中。其中，術語「不送氣」（tenuis）又稱「無聲爆破音」，特指清音、不送氣（unaspirated）、未顎音化、未聲門化的阻礙音。表示此音的國際音標（IPA）是⟨ǀ⟩。杜克/比奇式的音標⟨ʇ⟩曾經有一段時間為國際音標採用，現在亦有部分語言學家偏好使用此音標表示該音，以免直線形的音標跟韻律符號⟨|⟩或近音音標⟨l⟩搞混。

## 特徵
不送氣齒搭嘴音的特徵包括：
- 氣流機制是舌吸氣音。藉由舌頭將被困在一個關閉區間的空氣抽出而發聲，而非使氣流從聲門或肺/橫膈膜流出。利用這種機制所發出的音稱作搭嘴音。其濁音及鼻音也同時具有肺部氣流音的性質。
- 調音部位是牙齒，故調音時舌頭與上牙、下牙或同時與兩者接觸。
- 這是一個無聲爆破音（或稱全清音、不送氣音），其發聲是清音、不送氣，且未被聲門化的。此音產生時聲帶並不壓縮或震動，且此音與後面的母音完全或幾乎沒有延遲。
- 本輔音是口腔輔音（口音），表示調音時空氣只從口裡流出。
- 本輔音為中央輔音，調音時氣流在口腔的中央流過舌面，而不從兩側流過。

## 出現於
不送氣齒搭嘴音主要出現在南非的科依桑语系，以及毗鄰的班圖語支當中。
| 語言       | 語言       | 詞彙    | IPA                   | 意義       | 註釋 |
| ---------- | ---------- | ------- | --------------------- | ---------- | ---- |
| 祖魯語     | 祖魯語     | icici   | [îːǀíːǀi] = [îːʇíːʇi] | 耳環       |      |
| 哈札語     | 哈札語     | cinambo | [ǀinambo] = [ʇinambo] | 螢火蟲     |      |
| 科伊科伊语 | 科伊科伊语 | ǀgurub  | [ǀȕɾȕp] = [ʇȕɾȕp]     | 乾燥的秋葉 |      |

## 外部鏈結
- 在PHOIBLE上搜尋含有[ʟ̝]的語言